# Maison située 116 rue Kragujevačkog oktobra à Kragujevac
La maison située 116 rue Kragujevačkog oktobra à Kragujevac (en serbe cyrillique : Кућа у Улици Крагујевачког октобра бр. 116 у Крагујевцу ; en serbe latin : Kuća u Ulici Kragujevačkog oktobra br. 116 u Kragujevcu) se trouve à Kragujevac, dans le district de Šumadija, en Serbie. Elle est inscrite sur la liste des monuments culturels protégés de la République de Serbie (identifiant no SK 1488).

## Présentation
La maison, située 116 rue Kragujevačkog oktobra, est un bâtiment angulaire à usage résidentiel ; elle a été construite au début du XXe siècle dans des matériaux solides.
Elle est constituée d'un sous-sol et d'un haut rez-de-chaussée surmonté d'attiques décoratifs, d'arcades peu profondes et d'une frise proéminente qui court sous l'attique. L'angle de l'édifice est polygonal et il est couronné d'un toit pyramidal. Des motifs géométriques ornent les balustrades ainsi que le dessous des fenêtres et la corniche qui longe le toit.
Par son style, la maison marque la transition entre l'Art nouveau et une architecture plus « moderne ». Elle constitue également un exemple d'architecture urbaine privée bien conservée à Kragujevac.